# Gehyra koira
Gehyra koira är en ödleart som beskrevs av  Horner 2005. Gehyra koira ingår i släktet Gehyra och familjen geckoödlor.

## Underarter
Arten delas in i följande underarter:
- G. k. koira
- G. k. ipsa